# Daphne van Kruistum
 Daphne van Kruistum (2 oktober 1993) is een Nederlands voetbalster die speelt bij ADO Den Haag.
Ze speelde in het seizoen 2010-11 vier wedstrijden voor ADO Den Haag in de Eredivisie.

## Statistieken
| Seizoen | Club         | Land      | Competitie | Wedstrijden | Doelpunten |
| ------- | ------------ | --------- | ---------- | ----------- | ---------- |
| 2010/11 | ADO Den Haag | Nederland | Eredivisie | 4           | 0          |
| 2013/14 | Ter Leede    | Nederland |            | 0           | 0          |

Laatste update maart 2019 
1 Lorsheijd ·
2 Vonk ·
3 Noordermeer ·
4 Pijnacker Hordijk ·
5 Nelemans ·
6 Raaijmakers  ·
7 Van Raay ·
8 Van den Goorbergh ·
9 Loonen ·
10 Van Oosten ·
11 Viehoff ·
14 Remmers ·
15 Van den Ende ·
16 Grimmius ·
18 Glotzbach ·
19 Boerboom ·
20 Van Mierlo ·
21 Burgers ·
23 Dupon ·
24 Van Egmond ·
35 Bol ·
Coach: Glotzbach
Assistent-coach: Van Tol